# Gor Mahia FC
Der Gor Mahia Football Club (kurz Gor Mahia FC oder K'ogalo) ist ein kenianischer Fußballverein aus Nairobi, der nach dem Freiheitskämpfer Gor Mahia K'ogalo benannt ist. Seine Heimspiele trägt der Klub im Nairobi City Stadium aus.
Gor Mahia FC entstand am 17. Februar 1968 durch eine Fusion der Fußballvereine Luo Union und Luo Stars. Mitgründer war der Politiker Tom Mboya, erster Präsident war Zack Ramogo. Das erste Spiel von Gor Mahia fand noch vor der Saison 1968 gegen die ugandische Mannschaft Express FC statt.
Schon beim ersten Antritt bei der Kenyan Premier League konnte der Verein die Meisterschaft gewinnen. Mittlerweile sind es insgesamt 16 Titel, zuletzt in der Saison 2017.

## Titel und Erfolge

### Nationale Titel
- Kenianischer Meister (21 ×): 1968, 1974, 1976, 1979, 1983, 1984, 1985, 1987, 1990, 1991, 1993, 1995, 2013, 2014, 2015, 2017, 2018, 2018/19, 2019/20, 2022/23, 2023/24
- Kenianischer Pokalsieger (10 ×): 1976, 1981, 1983, 1986, 1987, 1988, 1992, 2008, 2011, 2012, 2021
- Kenianischer Pokalfinalist (4 ×): 1969, 1984, 1991, 2003
- Kenianischer Superpokalsieger (4 ×): 2009, 2013, 2015, 2017

### Internationale Erfolge
- African Cup Winners’ Cup: Sieger 1987
- CAF Cup: Viertelfinale 1992, 1993